# چلسی کولی
 چلسی کولی (انگلیسی: Chelsea Cooley؛ زادهٔ ۳۰ اکتبر ۱۹۸۳) مانکن و ملکه زیبایی اهل آمریکا است. او برنده ملکه زیبایی ایالات متحده آمریکا ۲۰۰۵ شد و در مراسم دوشیزه جهان ۲۰۰۵ شرکت و جز ۱۰ نفر برتر شد.